# Carl Willemsen
Carl Arnold Willemsen (ur. 29 marca 1902 w Uerdingen, zm. 10 sierpnia 1986 w Bonn) – niemiecki historyk, profesor w Państwowej Akademii w Braniewie (Prusy Wschodnie) oraz na Uniwersytecie w Bonn.

## Życiorys
Studiował na Uniwersytecie we Fryburgu. Pod kierunkiem prof. Heinricha Finke napisał i obronił w 1927 rozprawę doktorską na temat kardynała Napoleone Orsini (1263–1342). W 1928 został docentem we Fryburgu, w 1935 roku profesorem nadzwyczajnym w Münster. W 1938 roku został mianowany nadzwyczajnym profesorem w Państwowej Akademii w Braniewie (Prusy Wschodnie). To stanowisko sprawował do 1944 roku, następnie, jako Sonderführer, został powołany do Wehrmachtu. Po 1945 był najpierw bezrobotnym, od 1950 pracował na Uniwersytecie w Bonn jako Honorarprofessor. W roku 1956 przejął katedrę historii średniowiecznej i czasów nowożytnych i zarządzał nią do przejścia na emeryturę w 1967. W 1972 roku otrzymał Order Zasługi Republiki Federalnej Niemiec.

## Zainteresowania naukowe
Kontynuował badania naukowe swojego nauczyciela i promotora prof. Heinricha Finke na temat historii Aragonii i jej śródziemnomorskich terytoriów w okresie przed i po roku 1300, których wyniki opublikowało w 1935 i w 1940 roku towarzystwo naukowe Görres-Gesellschaft.
Od 1937 Carl Willemsen zajmował się historią cesarzy, w szczególności Fryderyka II. Od 1940 roku przygotowywał ponowne wydanie jego dzieła „De arte venandi cum avibus” (łac. „Sztuka polowania z ptakami”). W 1942 wydanie książki (oryginał znajduje się w Bibliotece Watykańskiej) zostało wsparte przez Hermanna Göringa.